# Centro Azrieli
El Centro Azrieli es un complejo de negocios en Tel Aviv que consta de tres rascacielos conectados en su base por un centro comercial. El centro fue diseñado originalmente por el arquitecto israelí-estadounidense Eli Attia y aceptado por la sociedad Arquitectos Moore Yaski Sivan, después de haber discutido con los desarrolladores del proyecto. El centro lleva el nombre de Azrieli propietario del complejo y de la empresa Azrieli Group.

## Arquitectura
El Centro Azrieli está situado en un terreno de 34.500 metros cuadrados en el centro de Tel Aviv. El costo de su construcción se estima en 350 millones de $.
Las Torres Azrieli son tres:
- La torre circular, la más grande, que mide 195 metros y su construcción comenzó en 1996. La torre tiene 49 pisos, convirtiéndose en el edificio más alto de la ciudad de Tel Aviv y el segundo de Israel después de la Torre Moshe Aviv, construida en Ramat Gan en 2001. En la planta 48 se encuentra la oficina personal del Sr. Azrieli y la planta superior tiene una plataforma de observación interior y un restaurante de lujo. Todas las plantas del edificio tiene un área circular de 1.520 m² y un diámetro de 44 m.
- La torre triangular tiene una altura de 179 metros y su construcción se terminó en 1999. Cuenta con 46 pisos y su principal ocupante es Bezeq, un operador nacional de telecomunicaciones de Israel, que ocupa 13 plantas.
- La torre cuadrada es la más reciente, se completó en junio de 2007, tiene 42 plantas y se mide 164 m de altura. Su construcción se detuvo en 1998 y se abrió al público[1] la parte ya construida debido a los desacuerdos sobre la planificación pero las obras se reanudaron en 2006.

## Centro Comercial
El Centro Comercial Azrieli es uno de los más grandes en todo Israel. Cuenta con alrededor de 30 restaurantes, mostradores de comida, cafeterías y puestos de comida rápida. La planta superior del centro comercial es un lugar de reunión popular para los adolescentes, y muchos foros en línea organizan tertulias en el lugar durante los días festivos nacionales. Debido a las altas y constantes amenazas de terrorismo, las torres Azrieli están protegidos para impedir acciones terroristas, al igual que muchos edificios en Israel.

## Acceso
Al complejo se puede acceder directamente desde la autopista Ayalon, que cruza la ciudad de norte a sur, también en tren desde la estación Tel Aviv HaShalom y desde la terminal de autobuses de Tel Aviv desde el año 2000.

## Galería Ilustrativa

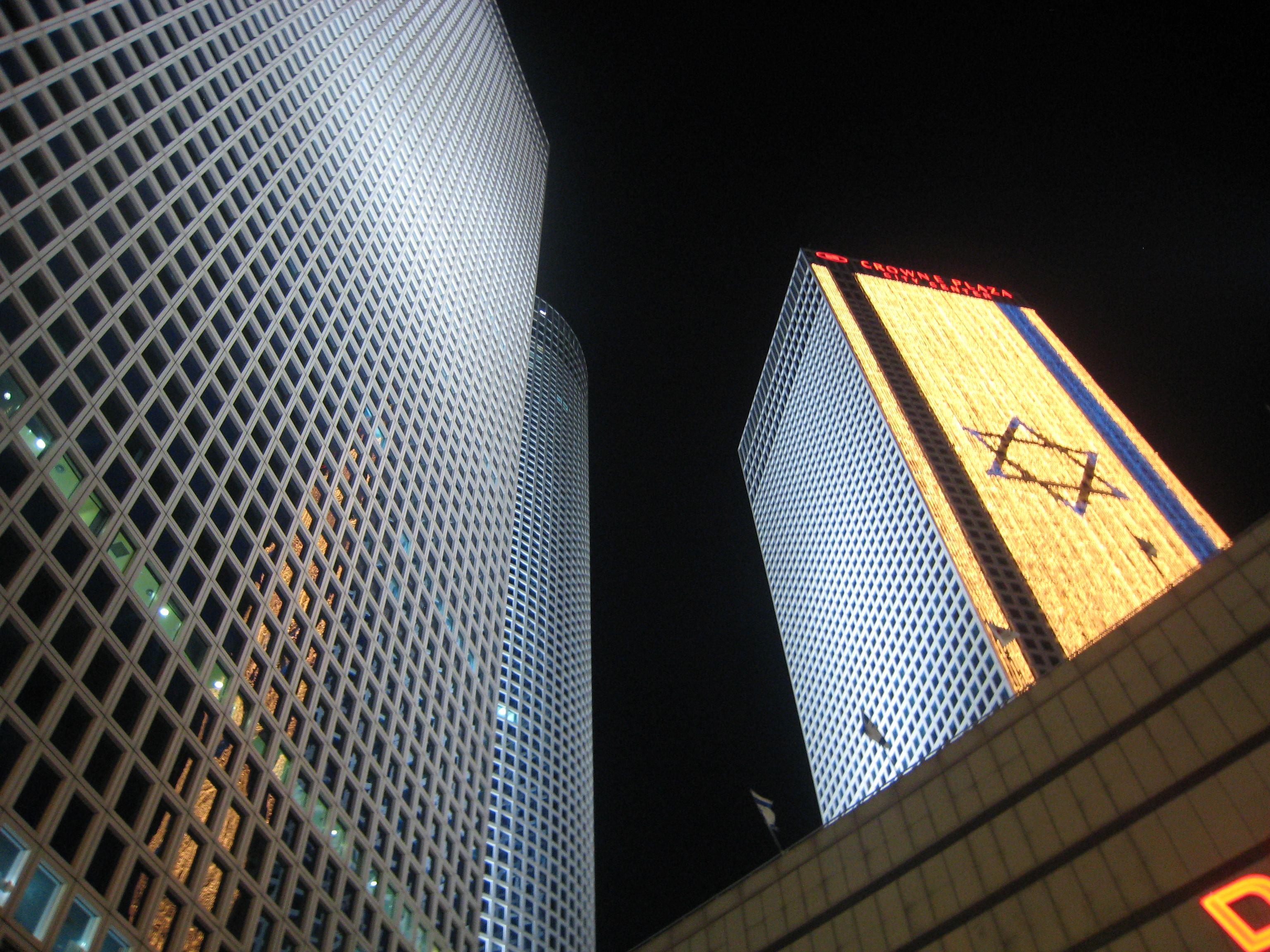
Uno de los rascacielos con la bandera de Israel.
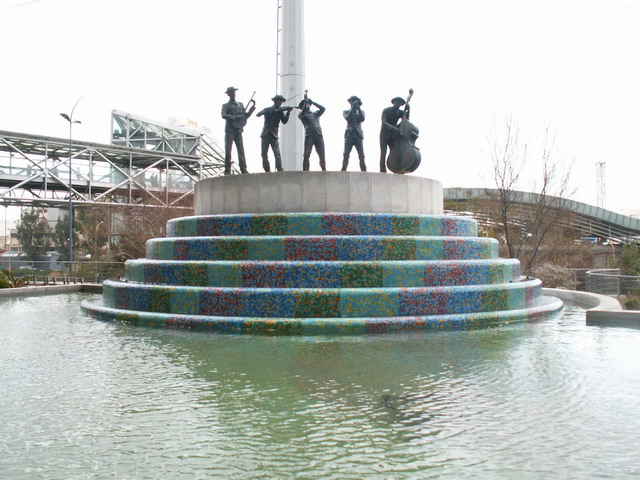
Fuente en el recinto del Centro Azrieli.
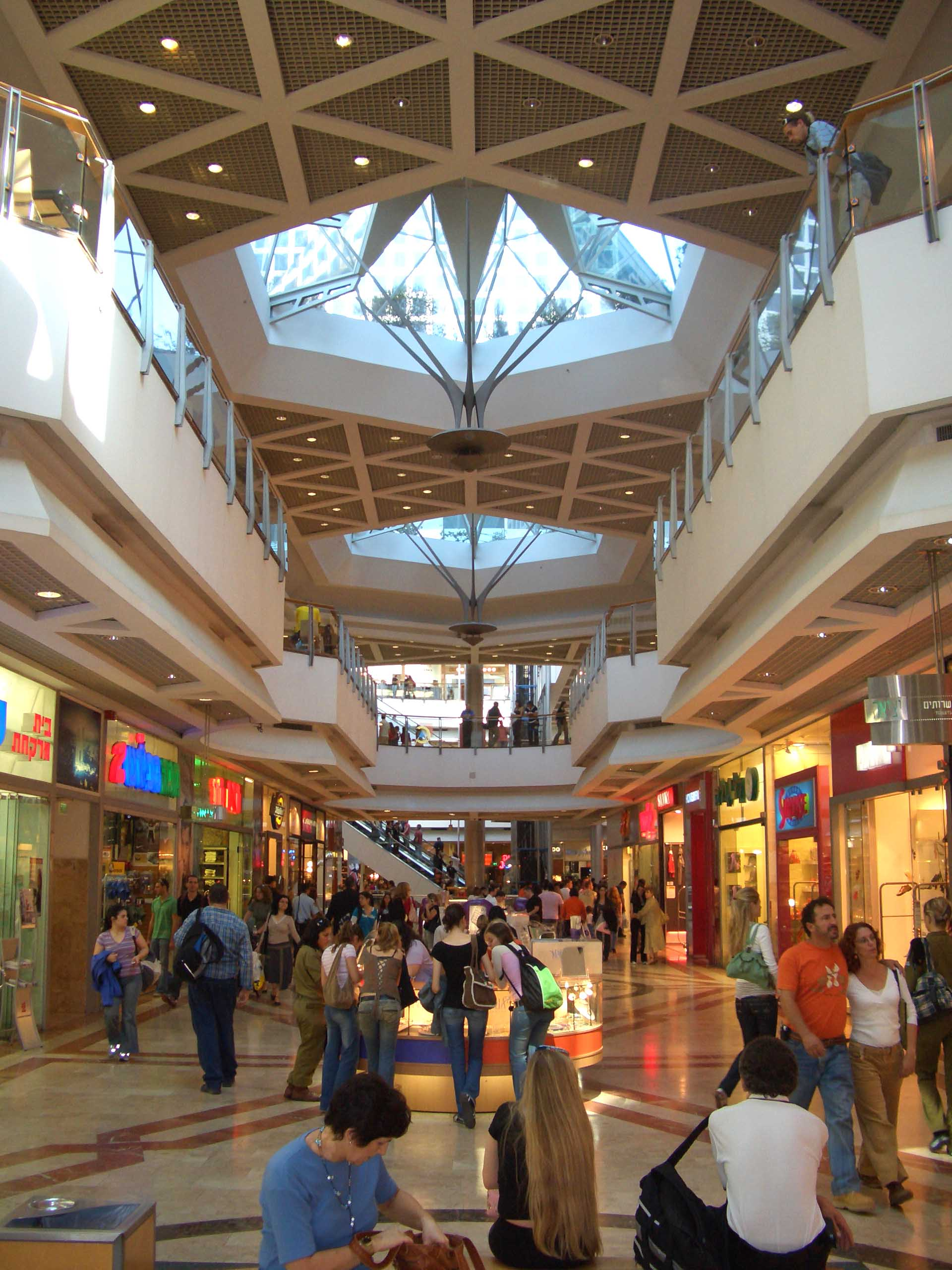
Interior del centro comercial.
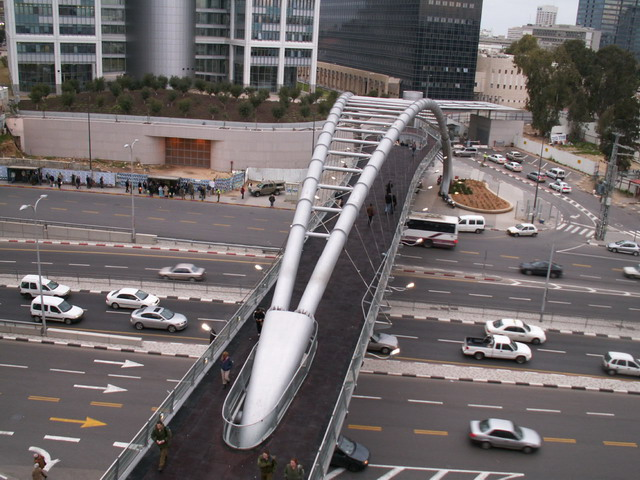
Puente para peatones sobre la autovía.
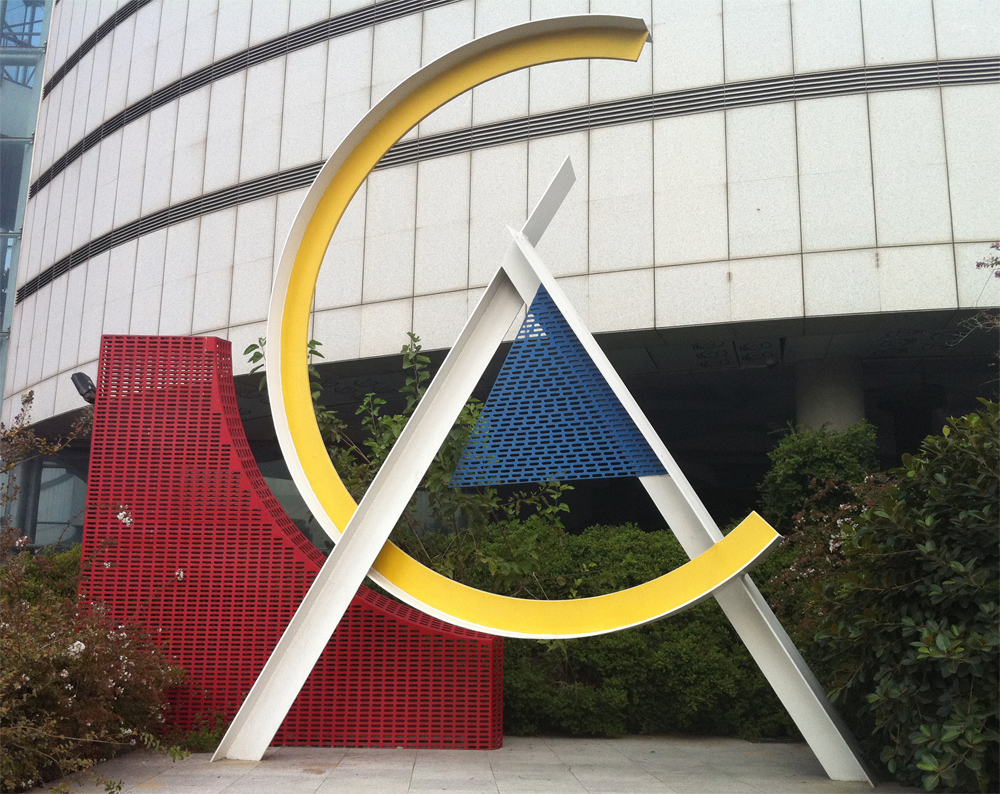
Logo del Complejo.